# Homerische Welt
Homerische Welt, gelegentlich Die Odyssee ist eine Opern-Tetralogie des Komponisten August Bungert. 
Von ihm stammen auch sämtliche Libretti. Begeistert von der griechischen Antike (u. a. durch Heinrich Schliemann) wollte er seinen Kollegen Richard Wagner und dessen Der Ring des Nibelungen übertreffen und mit seiner Odyssee eine monumentale Hexalogie schaffen. Der Plan blieb fragmentarisch, da Bungert nur vier Teile fertigstellen konnte. 
In Bungerts Werkverzeichnis ist die Homerische Welt als „op. 30“ (1–4) verzeichnet. Ihre Uraufführung erfuhr dieser Zyklus von 1898 bis 1903 durch Ernst von Schuch am Hoftheater zu Dresden.

## Aufbau
- Homerische Welt.

1. Kirke. Musik-Tragödie in drei Akten. Mit dem Vorspiel „Polyphemos“. (UA 1898)
2. Nausikaa. Musik-Tragödie in drei Akten. Mit dem Vorspiel „Die Sirenen und Odysseus’ Strandung“. (UA 1901)
3. Odysseus’ Heimkehr. Musik-Tragödie in drei Akten. Mit dem Vorspiel „Telemachos’ Ausfahrt“. (UA 1896)
4. Odysseus’ Tod. Musik-Tragödie in drei Akten. Mit dem Vorspiel „Telegonos’ Abschied“. (UA 1903)